# Kabinett Katō Tomosaburō
Das Kabinett Katō Tomosaburō (jap. 加藤友三郎内閣, Katō Tomosaburō naikaku) regierte Japan unter Führung von Premierminister Katō Tomosaburō vom 12. Juni 1922 bis zum 2. September 1923.
| Amt                                    | Name            | Kammer (Wahlkreis) | Fraktion |
| -------------------------------------- | --------------- | ------------------ | -------- |
| Premierminister                        | Katō Tomosaburō |                    |          |
| Außenminister                          | Uchida Kōsai    |                    |          |
| Innenminister                          | Mizuno Rentarō  |                    |          |
| Finanzminister                         | Ichiki Otohiko  |                    |          |
| Heeresminister                         | Yamanashi Hanzō |                    |          |
| Marineminister                         | Katō Tomosaburō |                    |          |
| Justizminister                         | Okano Keijirō   |                    |          |
| Kultusminister                         | Kamata Eikichi  |                    |          |
| Minister für Landwirtschaft und Handel | Arai Kentarō    |                    |          |
| Minister für Kommunikation             | Maeda Toshisada |                    |          |
| Minister für Eisenbahn                 | Ōki Enkichi     |                    |          |
| 1.                                     |                 |                    |          |

## Andere Positionen
| Amt                        | Name          |
| -------------------------- | ------------- |
| Chefkabinettssekretär      | Miyata Mitsuo |
| Leiter des Legislativbüros | Baba Eiichi   |